# Cornelia Heyse
Cornelia „Nele“ Heyse (* 1954 in Meiningen) ist eine deutsche Schauspielerin und Schriftstellerin.

## Leben

### Familie und Ausbildung
Heyse stammt aus einer künstlerischen Familie. Ihr Vater war der Schauspieler und spätere Bonner Generalintendant Hans-Joachim Heyse. Sie wuchs in Weimar auf. Als Kind litt sie an einem Sprachfehler. Sie war Stotterin und besuchte daher zunächst in Weimar die Sprachheiloberschule. Sie wollte seit ihrer Jugend Schauspielerin werden und wurde bei ihrem Berufswunsch von ihrer Mutter unterstützt.
Nach dem Abitur absolvierte sie von 1973 bis 1977 ihre Schauspielausbildung an der Hochschule für Schauspielkunst „Ernst Busch“ in Ost-Berlin.

### Theater
Nach ihrer Ausbildung spielte sie anschließend an verschiedenen Bühnen in der DDR, u. a. am Berliner Ensemble, am Theater Meiningen, wo sie zahlreiche Hauptrollen übernahm, und am Staatstheater Schwerin, in der Zeit der erfolgreichen Direktion von Christoph Schroth, als das Staatstheater Schwerin als „Mekka der DDR-Theaterkunst“ galt. Nach einem geplanten, dann von staatlicher Seite abgesagten Auslandsgastspiel des Staatstheaters Schwerin am Theater Bern stellte Heyse, um das Ensemble zu entlasten, einen Ausreiseantrag. Sie vermutete, dass aufgrund ihrer persönlichen Verbindungen in den Westen die Absage erfolgt war. 1984 verließ sie die DDR. In ihrer Akte beim MfS war sie als „Feindin der DDR“ eingestuft worden.
Erste Theatererfahrungen im Westen machte sie an einem Hamburger Privattheater. Ihr erstes Festengagement im Westen hatte sie dann am Theater Basel (1985–1988). Es folgten weitere Festengagements am Theater Bielefeld (1989–1990), am Nationaltheater Mannheim (1990–1993), am Theater Bremen (1994–1995) und am Schauspielhaus Leipzig (1995–1998). Von 1998 bis 2001 war sie, von Thomas Langhoff engagiert, festes Ensemblemitglied am Deutschen Theater in Berlin. Seit 2001 ist sie als freischaffende Schauspielerin tätig. Sie nahm in der Folgezeit zahlreiche Gastengagements an renommierten deutschsprachigen Bühnen an.
2001 spielte sie am Hamburger Thalia Theater in „Traum in Herbst“ von Jon Fosse in einer Inszenierung von Luk Perceval, an der Seite von Dagmar Manzel, Stephan Bissmeier, Gundi Ellert und Werner Rehm.
2002 gastierte sie beim Berliner Ensemble (Titania in „Ein Sommernachtstraum“; Regie: Leander Haußmann) und an der Berliner Schaubühne. 2004 trat sie am Schauspielhaus Zürich in „Das weite Land“ (Regie: Karin Henkel) in der Rolle der Schauspielerin Anna Meinhold-Aigner auf. 2005 übernahm sie am Stadttheater Freiburg die Rolle der Natalija Iwanowna in „Warenje“ von Ljudmila Ulizkaja (Regie: Thomas Krupa). 2006 ging sie mit der Komödie „Das Schlafzimmer von Alice“ von Ulrich Hub, einer Produktion des Schauspiels Leipzig mit dem Euro-Studio Landgraf, auf Deutschland-Tournee; sie spielte die Mutter des Bürgermeisters Eduard.
2006 gastierte sie erstmals an den Vereinigten Bühnen Bozen, als Mary Tyrone in „Eines langen Tages Reise in die Nacht“ (Regie: Carsten Bodinus). 2007 übernahm sie dort die Rolle der Irene Harms in „Der einsame Weg“ (Regie: Patrick Guinand). 2009 folgte dort Joan Didions „Das Jahr magischen Denkens“ in der Monologfassung; 2010 trat sie dort als Daja in „Nathan der Weise“ (Regie: Monika Steil) auf.
In der Spielzeit 2009/10 gastierte sie als böse Stiefmutter in dem Märchen „Aschenputtel“ am Hans-Otto-Theater in Potsdam. 2011 folgte dort die Sabrina in „Trilogie der Sommerfrische“ (nach Carlo Goldoni; Regie: Matthias Brenner). 2012 trat sie am Nationaltheater Weimar als Laura in der Uraufführung des Theaterstücks „Die zweite Frau“ von Nino Haratischwili (Regie: Olivier Colonie) auf.
Im September 2012 spielte sie am Alten Schauspielhaus Stuttgart die Rolle der Sabine in der Uraufführung des Theaterstücks „Zwischen den Welten“ von Sara von Schwarze. Diese Rolle spielte Heyse durchgehend bis 2014; mit dieser Produktion gastierte sie auch am Cameri-Theater in Tel Aviv.
2013 verkörperte sie am neuen theater Halle die Rolle der Françoise Larchet in der Komödie „Der Vorname“ von Mathieu Delaporte und Alexander de la Patellière; Regie führte Martina Eitner-Acheampong. 2014 folgte am Neuen Theater Halle die Rolle der Oberschwester Ratched in „Einer flog über das Kuckucksnest“ (Regie: Niklas Ritter). In der Spielzeit 2015/16 übernahm sie im November 2015 am Opernhaus Halle die Rolle Schneekönigin/Räubermutter in dem Märchenstück „Die Schneekönigin“. Aufgrund eines Bühnenunfalls musste Heyse zunächst verletzungsbedingt pausieren; sie wird jedoch ab Dezember 2015 ihre Rolle wiederaufnehmen.
Heyse wirkte neben ihren Engagements an staatlichen Schauspielbühnen auch in zahlreichen freien Theaterproduktionen und Theaterprojekten mit. Sie gastierte mehrfach an dem von Thomas Rühmann und Tobias Morgenstern gegründeten „Theater am Rand“ im Oderbruch. Sie ist Gründungsmitglied des Theatervereins LehnschulzenHofbühne Viesen e.V. in Viesen. An der Hofbühne Viesen realisierte sie bereits zahlreiche Produktionen, u. a. „Vor und nach dem Sündenfall“ (2008; mit Matthias Brenner), „Michael Kohlhaas“ (2009; Regie: Matthias Brenner), „Die Andere und Ich“ (2010), „Die reinste Liebeskunst“ (2011), „Shakespeare-Sonette“ (2011), „Freiheit und Glück“ (2012, mit Matthias Brenner) und „Der Kirschgarten“ (2014; als  Gutsbesitzerin Ranjewskaja, Regie: Fanny Staffa).

### Film und Fernsehen
Heyse übernahm gelegentlich immer wieder auch einige wenige Film- und Fernsehrollen, die jedoch gegenüber ihrer Theaterarbeit als zweitrangig anzusehen sind. Heyse äußerte sich einmal in einen Interview selbstironisch dahingehend, dass sie „bei ihrer Film- und Fernseh-Agentin wohl mehr als Karteileiche registriert sei.“
In der ZDF-Kinderserie Löwenzahn hatte sie 2010 eine Episodenrolle; sie spielte die Institutsdirektorin. Im Tatort: Das Muli (2015), dem ersten Fall des Berliner Ermittlerteams Rubin und Karow, war sie in einer Nebenrolle zu sehen. Sie spielte die Leiterin der Jugendeinrichtung, in der Ronny Michels (Theo Trebs) und sein Mitbewohner (Julius Nitschkoff) untergebracht sind. Im Polizeiruf 110: Söhne Rostocks des Ermittlerteams Bukow und König, der im Januar 2020 erstausgestrahlt wurde, war sie als Mutter eines geflohenen Jungunternehmers (Tilman Strauß) zu sehen. In der 21. Staffel der ZDF-Serie SOKO Leipzig (2021) übernahm sie eine der Episodenrollen als demente Altenheimbewohnerin und Zeugin Ilse Lambrecht. In der ab Mai 2021 erstmals auf Das Erste ausgestrahlten Krimireihe Der Masuren-Krimi spielt Heyse die Bootsbauerin Anastazja Sawicki.
Heyse ist auch als Autorin tätig; sie veröffentlichte u. a. den Roman Haltewunschtaste im Mitteldeutschen Verlag. Sie gibt eigene Erzähl- und Leseabende mit denen sie u. a. in den Vereinigten Staaten und Australien unterwegs war.
Heyse ist mit dem Schauspieler, Regisseur und Theaterintendanten Matthias Brenner verheiratet. Sie lebt in Berlin.

## Filmografie (Auswahl)
- 1984: Iphigenie in Aulis (Theateraufzeichnung)
- 1994: Ärzte: Nachtrunden (Fernsehreihe)
- 1998: Tatort: Berliner Weiße (Fernsehreihe)
- 1998: Tatort: Der zweite Mann (Fernsehreihe)
- 2001: Traum im Herbst (Theateraufzeichnung, Filmfassung)
- 2010: Löwenzahn (Fernsehserie; Folge: Entwicklung des Lebens – Das schlaue Wunder)
- 2010: Daniels Asche (Kurzfilm)
- 2013: Blutsschwestern – jung, magisch, tödlich (Fernsehfilm)
- 2015: Tatort: Das Muli (Fernsehreihe)
- 2017: Dengler: Die schützende Hand
- 2020: Polizeiruf 110: Söhne Rostocks (Fernsehreihe)
- 2021: Tatort: Der feine Geist (Fernsehreihe)
- 2021: SOKO Leipzig: Die Mörder meiner Tochter (Fernsehserie, eine Folge)
- 2021–2023: Der Masuren-Krimi (Fernsehreihe, 3 Folgen)
- 2021: SOKO Wismar: Lars sieht rot (Fernsehserie, eine Folge)
- 2021: Ich Ich Ich
- 2023: Paradise (Fernsehfilm, Netflix)

## Theater
- 1992: Ariel Dorfman: Der Tod und das Mädchen (Paulina) – Regie: Bernd Weißig (Hans Otto Theater Potsdam – Studiobühne)